# Hyundai Kona
El Hyundai Kona (denominado Kauai en Portugal) es un crossover subcompacto tipo SUV del segmento B producido por el fabricante surcoreano Hyundai Motor Company desde 2017. Es con carrocería de cinco puertas para cinco plazas.
El Kona sustituye indirectamente al monovolumen Hyundai ix20 y,[cita requerida] al igual que otras marcas, recurrió a un crossover. El Kona se basa en una arquitectura completamente nueva, preparada para albergar motores gasolina, diésel y eléctricos. Esta arquitectura no será utilizada por el Kia Stonic. No está previsto incorporar a la gama una versión híbrida del modelo.
Debutó oficialmente el 13 de junio de 2017 en un evento especial celebrado en la ciudad de Milán e iniciaría su comercialización en Europa en octubre de 2017, después de su paso por el Salón del Automóvil de Fráncfort.
En Portugal el nombre tuvo que ser cambiado debido a que cona es el nombre vulgar del aparato genital femenino. En su lugar se escogió Kauai inspirado en Kailua-Kona, un área turística del archipiélago de Hawái.

## Diseño

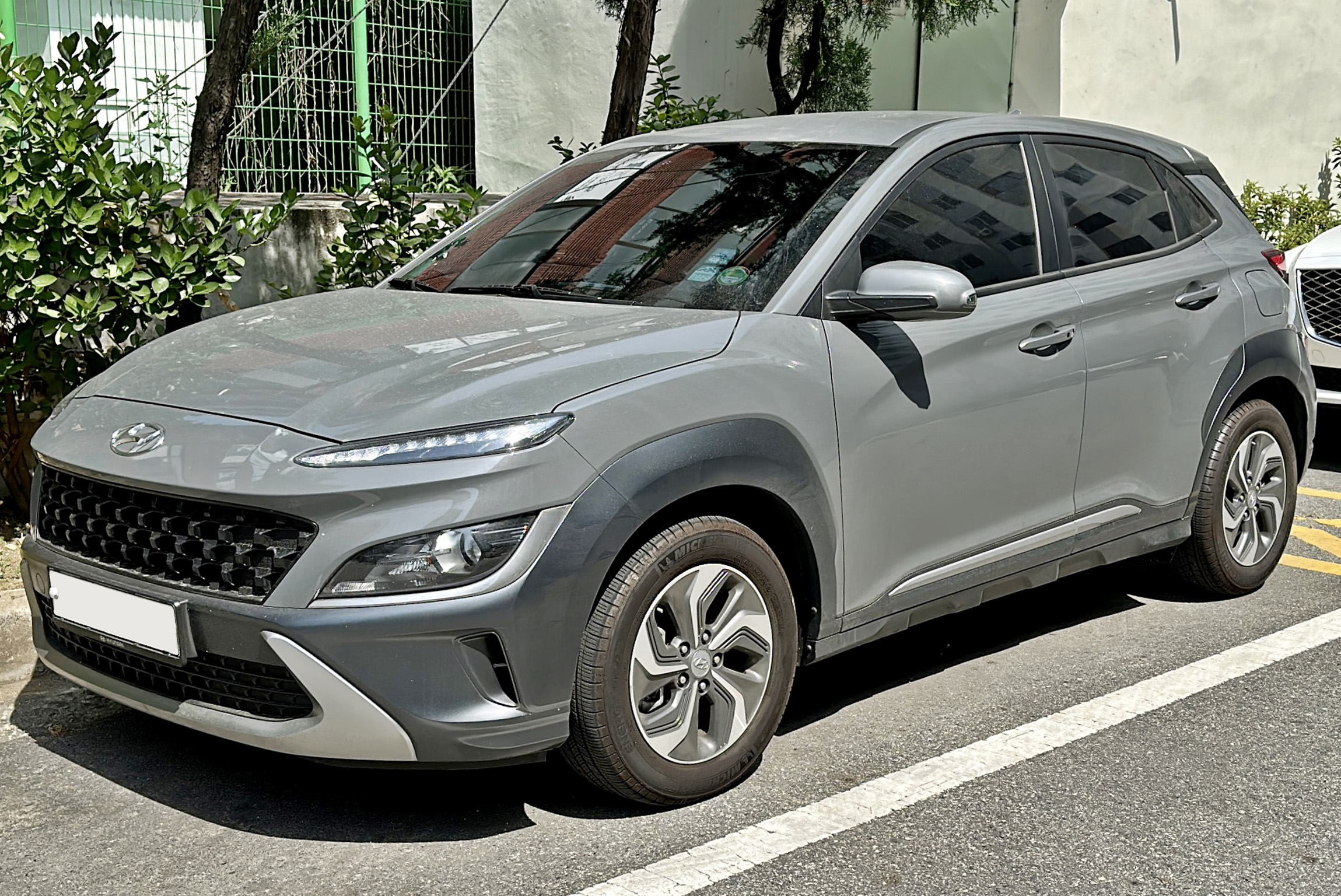
Versión híbrida

Su estilo exterior desenfadado y los colores escogidos para su debut, dan cuenta que se trata de un producto dirigido al público más joven. Destaca por su carrocería en dos tonos y un frontal con ópticas divididas, que en la parte superior cuentan con las luces diurnas Led y en la parte inferior con los faros principales, que según el equipamiento, incluyen tecnología Full LED. Además el contorno inferior de la carrocería cuenta con molduras plásticas sin pintar, que en la zaga llegan incluso a bordear a los pilotos traseros.
Su capacidad de carga puede ser ampliada al abatir los asientos posteriores por mitades asimétricas.[cita requerida]
El nombre Kona hace referencia a una región costera de la isla grande Hawái.

## Motores
La oferta mecánica inicial contempla dos motores de gasolina de 1.0 L T-GDI o Gamma de 1.6 L T-GDI con potencias que van desde los 120 a 177 CV (118 a 175 HP) (88 a 130 kW). A mediados del 2018 estaba previsto incorporar las mecánicas diésel y eléctricas.

## Equipamiento

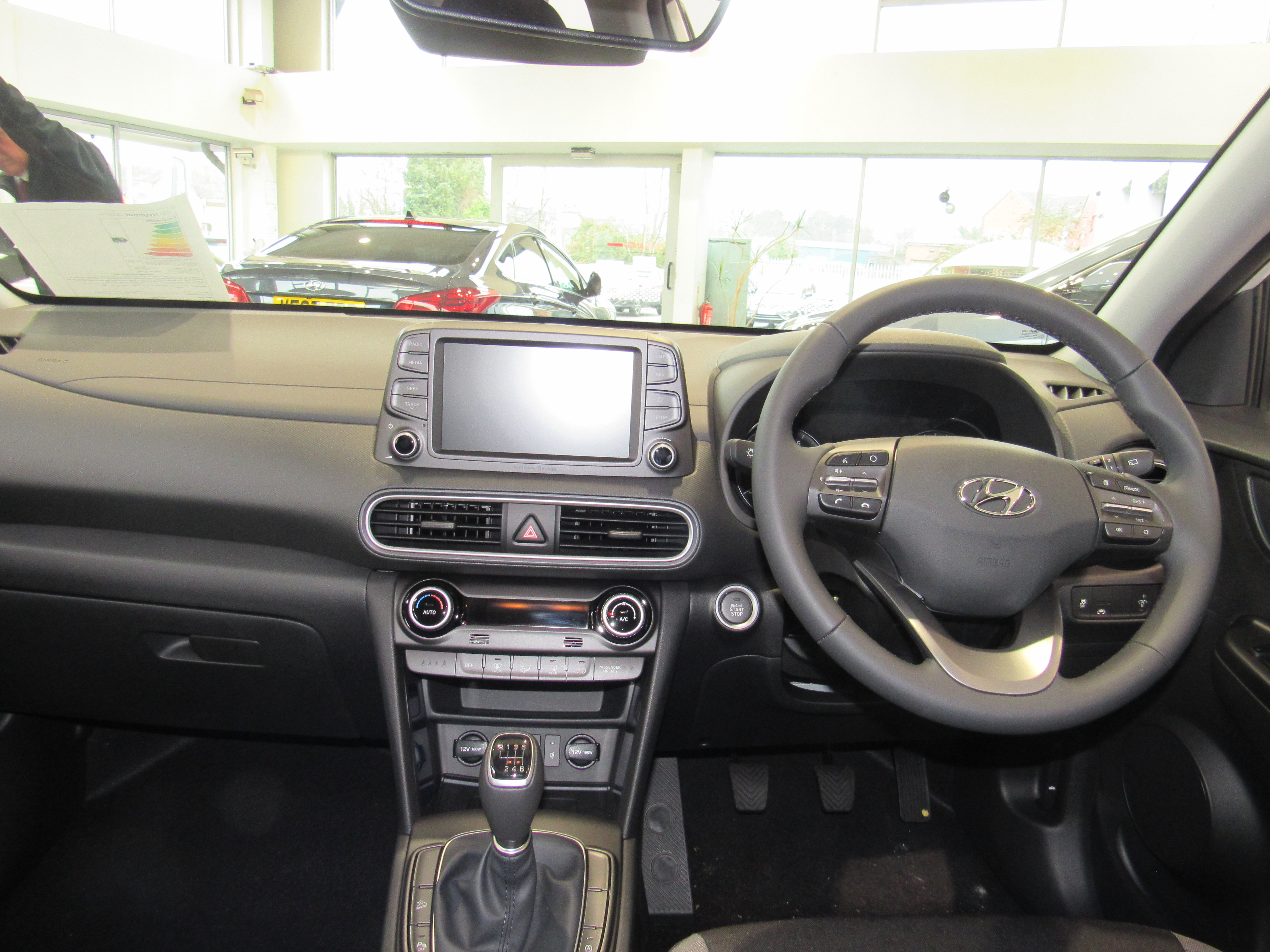
Interior de un modelo 2017.

Ofrece un equipamiento muy completo, que incluye climatizador automático, elevalunas eléctricos delanteros y traseros, cargador inalámbrico para teléfono móvil, retrovisores eléctricos y calefactados, aviso de cambio involuntario de carril, detector de peatones y freno de emergencia, reconocimiento de señales de tráfico, detección de objetos en ángulo muerto, avisador de ángulo muerto, asistente de cambio involuntario de carril, detección de tráfico trasero, sensores de aparcamiento delanteros y traseros, detector de fatiga, head up display, luces Full LED con smart beam, tapicería en piel en asientos, palanca y volante, volante calefactado, asientos calefactados y ventilados, regulación del asiento del conductor eléctrica, sistema de infoentretenimiento con Android Auto y Apple CarPlay, sistema de audio Krell.

## Versión eléctrica (EV)

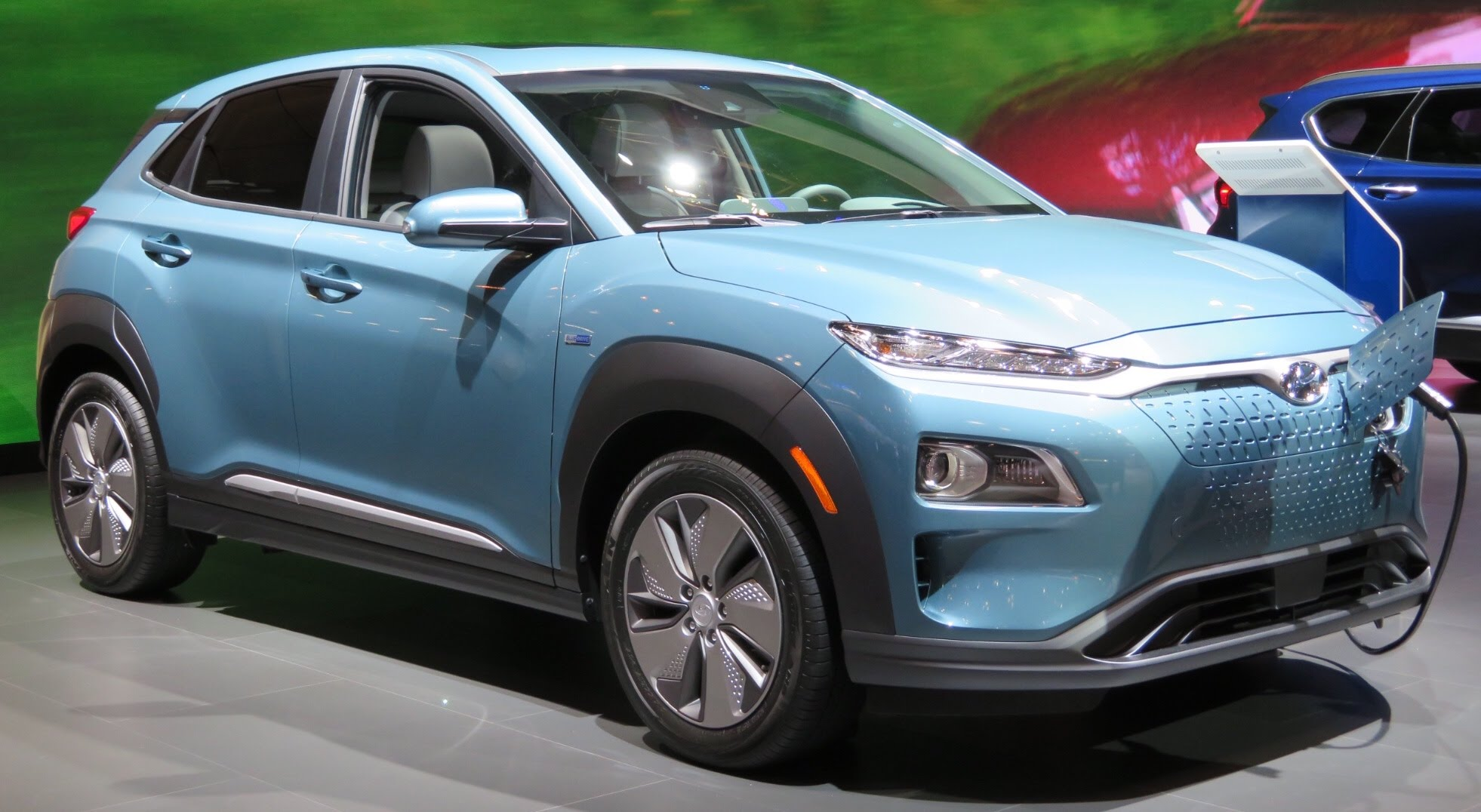
Versión eléctrica de 2019

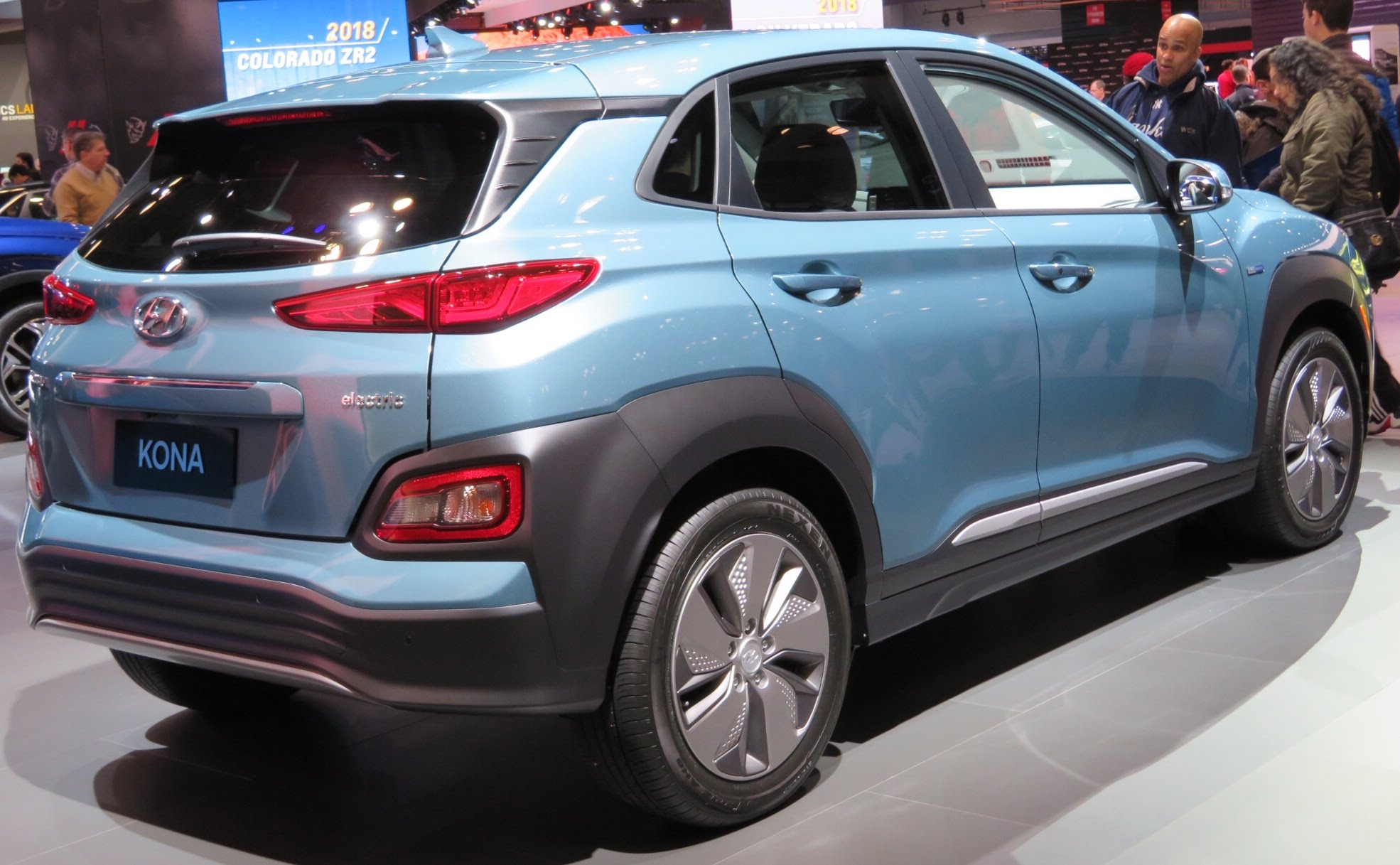
Vista trasera

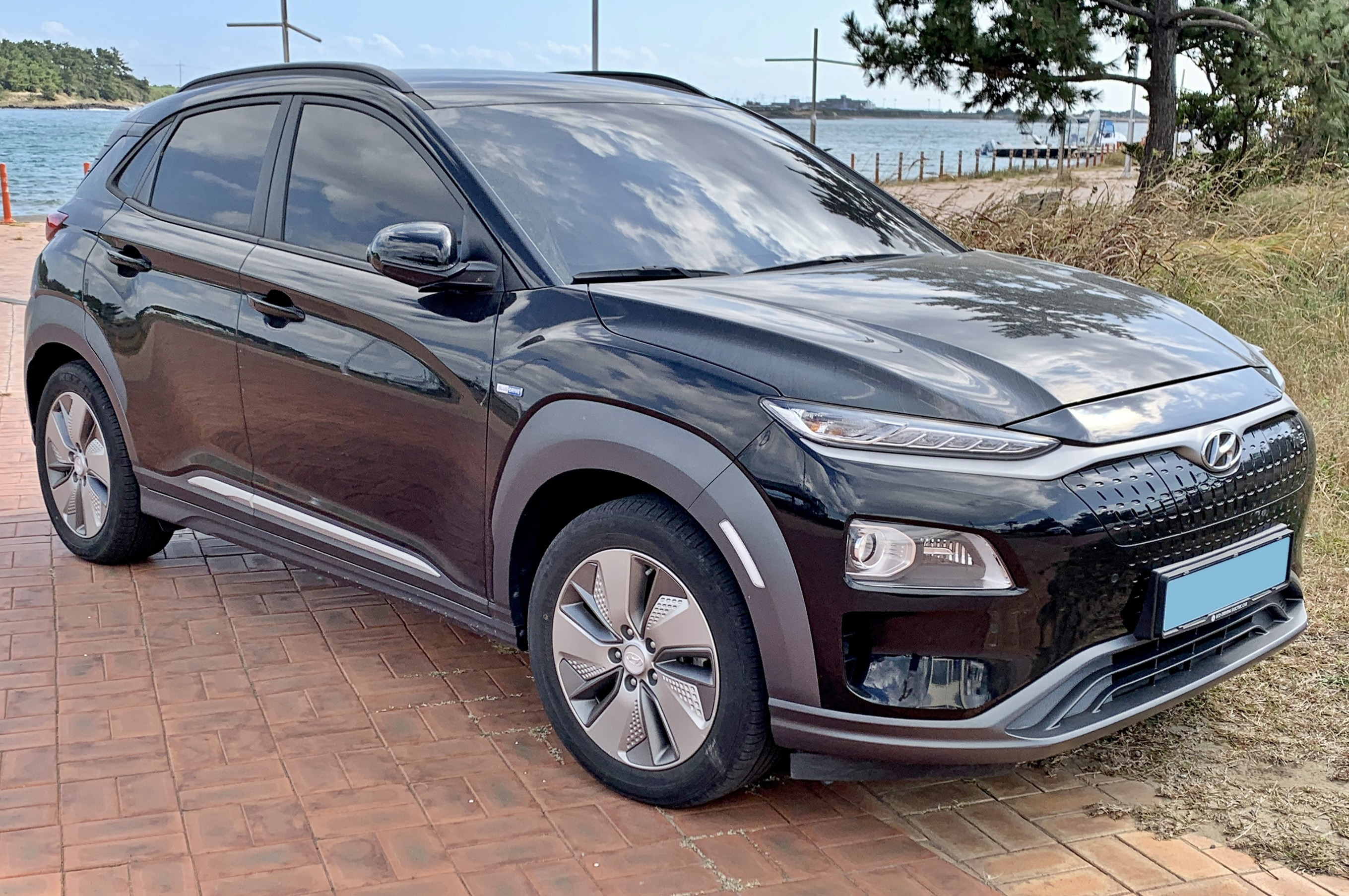
Versión EV

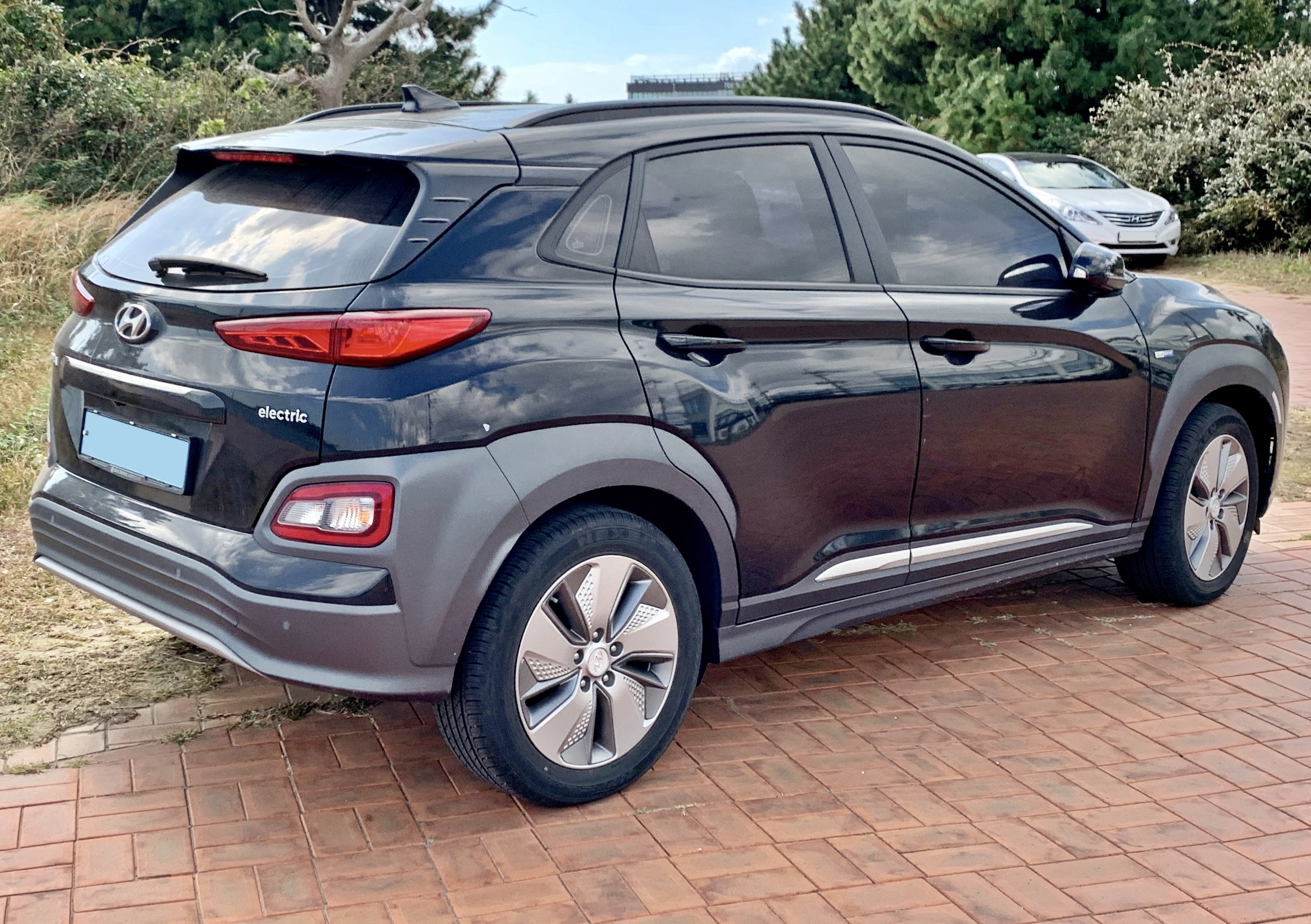
Vista trasera

Las ventas de la versión eléctrica comenzaron en España en verano de 2018.[cita requerida]
Monta un motor eléctrico de 150 kW (204 CV; 201 HP). Según versión, la potencia disponible será de 99 a 150 kW (135 a 204 CV) (133 a 201 HP). Ambas versiones cuentan con un par máximo de 395 N·m (291 lb·pie). El motor está conectado al eje delantero por medio de una caja reductora simple cuya relación es de 7.98:1.
En lugar de palanca de cambios dispone de botones para seleccionar las distintas posiciones de la transmisión.
Acelera de 0 a 100 km/h (0 a 62 mph) en 7.6 segundos con la batería de 64 kWh (230 MJ) o 9.3 segundos con la de 39 kWh (140 MJ).
Alcanza una velocidad punta de 167 km/h (104 mph).
La batería de polímero de litio de 39 kWh (140 MJ) le proporciona una autonomía de 300 km (186 millas) en el ciclo WLTP (Worldwide Light Vehicle Test Procedure). La batería de polímero de litio de 64 kWh (230 MJ) le proporciona una autonomía de 470 km (292 millas) en el ciclo WLTP.
Equipa unas paletas detrás del volante que permiten regular los niveles del freno regenerativo.
El fabricante recomienda la instalación de un cargador de pared (wallbox) de 7 kW (9,5 CV) en el estacionamiento habitual.
El conector con sistema de Carga Combinado 2 incorporado tiene un cargador de potencia de 7,2 kW (9,8 CV) en AC y puede cargar la batería de 39 kWh (140 MJ) en monofásica en 6 horas y 10 minutos; y la batería de 64 kWh (230 MJ) en 9 horas y 40 minutos.
En DC puede cargar en 54 minutos hasta el 80% de la capacidad a 100 kW (136 CV; 134 HP), aunque normalmente será a 80 kW (109 CV; 107 HP).
Es compatible con Apple Car Play y Android Auto. Cuenta con Bluetooth, tomas USB y toma auxiliar. Dispone de carga por inducción para teléfonos móviles compatibles.
Ofrece control de crucero adaptativo con función del sistema stop-start, asistente de mantenimiento de carril, la alerta de ángulo muerto, el aviso de colisión frontal con detección de peatones, el avisador de tráfico cruzado, el detector de fatiga, las luces de carretera automáticas o el reconocimiento de límites de velocidad.
Dispone de una parrilla frontal cerrada. Equipa ruedas de aleación de 17 pulgadas (43,2 cm).
Opcionalmente dispone de un panel de instrumentos digital de 7 pulgadas (17,8 cm) y un sistema de visualización head-up (HUD).[cita requerida]